# Sperrstelle Greyerz

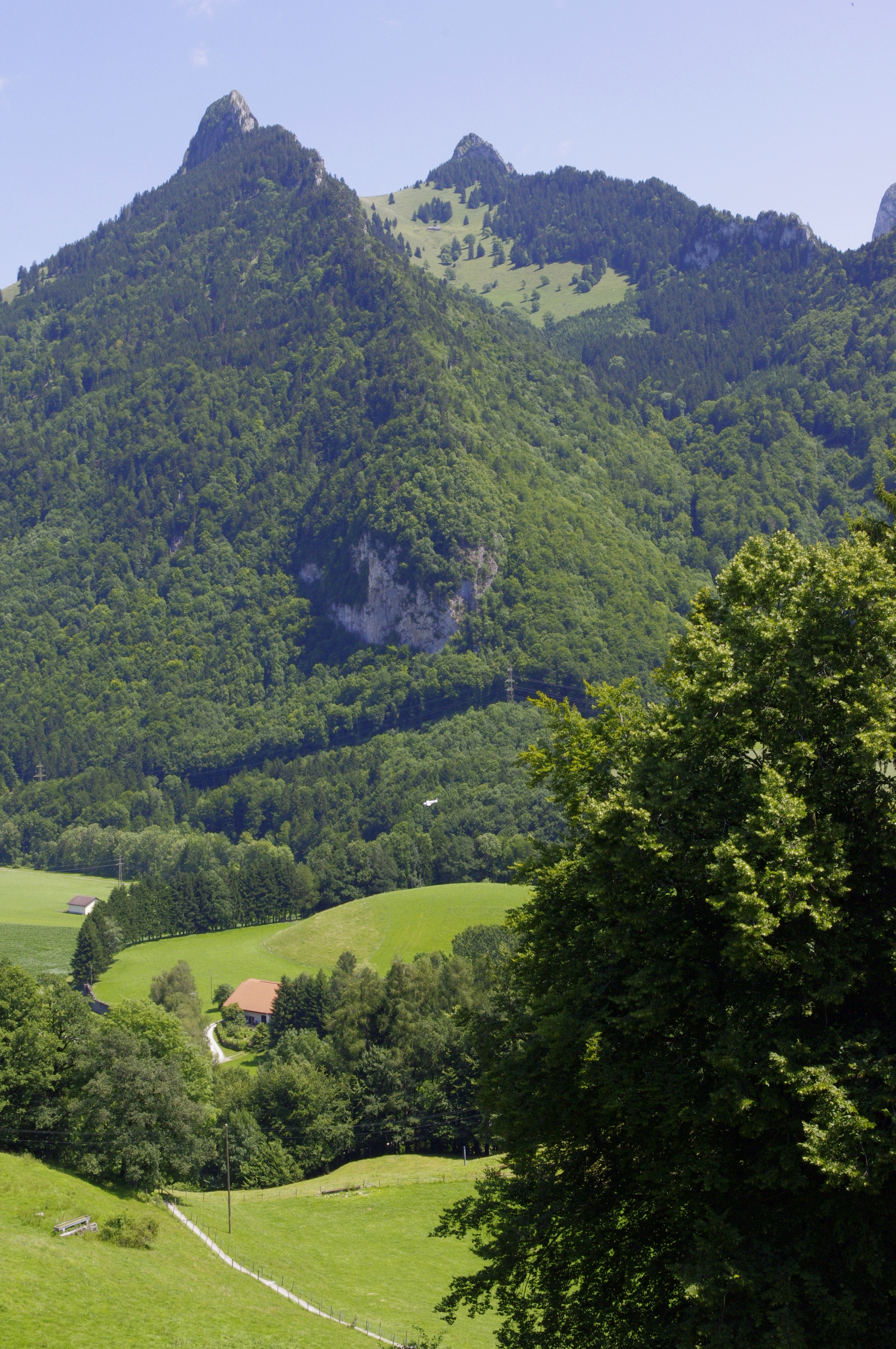
Felswand «Les Marches» der Dent de Broc mit dem Infanteriewerk «Iris» A 1760

Die Sperrstelle Greyerz war eine Verteidigungsstellung der Schweizer Armee. Sie befindet sich in der Schweizer Gemeinde Greyerz und Umgebung und ist eine von 37 Sperrstellen im Kanton Freiburg. Sie gilt als militärhistorisches Denkmal  von nationaler Bedeutung.

## Geschichte
Im  Kanton Freiburg erstellte die 1. Division des 1. Armeekorps und das ihr zugeteilte Freiburger Gebirgsfüsilierbataillon 17 Befestigungen bei Greyerz, La Tine und im Jaunbachtal. Sie hatte aufgrund der Operationsbefehle 11 und 12 den Auftrag, den Engpass von Greyerz zu halten und dort bis zum Äussersten Widerstand zu leisten.
Die 1. Division begann sofort nach dem Rückzug auf den Voralpenkamm, Befestigungen zu bauen. Dieses Tal führt via Jaunpass ins Obersimmental und somit hinter die Réduitfront. Im Dezember 1940 lagen Pläne zum Bau mehrerer Artilleriewerke vor. Mit der Rücknahme der Réduitgrenze nach La Tine lag der Greyerz vor dieser Grenze und wurde zum Vorposten des Réduit.
Aufgrund der geeigneten Lage wurde Greyerz als geschlossener Stützpunkt mit rund 20 Anlagen angelegt. Greyerz ist ein seltenes Beispiel der Verdoppelung einer mittelalterlichen Ringmauer im 20. Jahrhundert. Die ersten Panzerhindernisse wurden ab Ende November 1940 errichtet und der Bau des ersten Felsenwerkes begann im Februar 1941. Die Einheiten der 1. Division teilten sich die Bauarbeiten mit zivilen Firmen.
Die «Gruppe Greyerz» umfasste folgende Einheiten: Stab Inf Rgt 2, S Bat 1, Füs Bat 4, Füs Bat 5, Ter Bat 163, Ter Str Pol Kp 73, Stab F Art Rgt 1, F Art Abt 1. Bei der Alarmübung vom 11. September 1942 bestand das «Detachement Gruyères» aus dem Ter Füs Bat 126, EM Rgt art camp Roc Feldartillerie-Abt 1 (– Feldartillerie-Batterie 2). Diese Einheiten sperrten das Defilée von Greyerz.
Die Sperrstelle wurde 1947 der neu gegründeten Reduitbrigade 21 zugeteilt, die 2003 mit der Armee XXI abgeschafft wurde.

## Infanteriewerk Les Marches «Iris» A 1760
Das Felswerk «Les Marches» befindet sich in der Felswand oberhalb «Bois des Marches» am Fuss der Dent de Broc am Eingang zum Tal Intyamon.
Als mit dem Bau des geplanten Artilleriewerks begonnen wurde, lag Greyerz noch an der Reduitgrenze. Noch während der Bauzeit wurde die Reduitgrenze verschoben. Der geplante Artillerieausbau wurde deshalb nicht ausgeführt und «Les Marches» wurde zum Infanteriewerk für die Panzerabwehr.
Das Werk verfügte über vier Stockwerke auf einer Höhe von 744 bis 823 m ü. M., die auf einer Treppe mit 408 Stufen (les marches d'escalier) überwunden werden konnten. Das Werk konnte 112 Mann aufnehmen. Auf der ersten und obersten Etage befinden sich drei Beobachtungsposten, die auf der gleichen Ebene und über die gesamte Breite des Felsens verstreut sind. Sie konnten die Ebene von Greyerz, Bulle und Broc überwachen. Hier befinden sich auch der Notausgang und ein Wassertank für 4450 Liter.

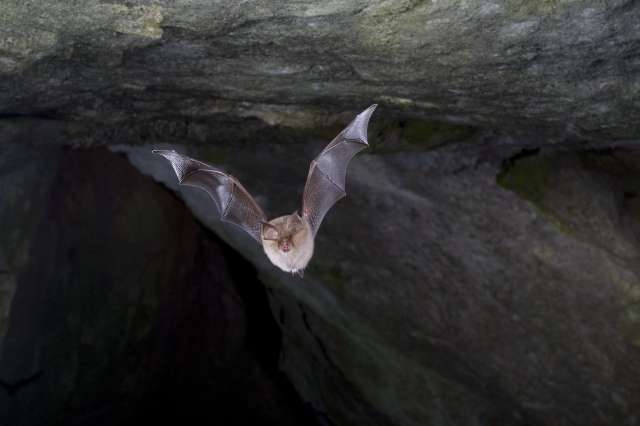
Kleine Hufeisennase

Auf der zweiten Etage, zehn Meter unterhalb der ersten, ist der Haupteingang. Hier war auch die Plattform für die mobile 7,5-cm-Artilleriekanone vorgesehen.
66 Meter oder 372 Stufen weiter unten folgt die dritte Etage mit dem Kampfblock für eine 4,7-cm-Feldkanone der auch für die spätere 9-cm-Panzabwehrkanone ausgebaut wurde sowie eine Beobachternische mit Lmg. Darunter befand sich die vierte Etage mit dem Kampfblock für ein Maschinengewehr, einem Beobachter mit Lmg und einem Wassertank. Die beiden Kampfblöcke konnten einen Schiesssektor vom Pont-qui-Branle (A 1762) bis zur Bérauta-Sperre (T 1036) abdecken.
Der Kanton Freiburg kaufte das Werk 2005 vom Bund, um es samt seiner Umgebung als Reservat für eine kleine Kolonie der Kleinen Hufeisennase unter Schutz zu stellen.

## Sperrstelle Greyerz

Greyerz (1949) mit (retuschierten) Geländepanzerhindernissen

- Infanteriewerk Les Marches «Iris» A 1760 ⊙
- Infanteriewerk Les Combes A 1761 ⊙
- Infanteriewerk Le Pont-qui-branle A 1762 ⊙
- Infanteriewerk Gruyère Route A 1763 ⊙
- Infanteriebunker Gruyère «Henri 2» A 1764 ⊙
- Lager Sperrelemente A 1765 für GPH 1042 ⊙
- Geländepanzerhindernis GPH Greyerz Ost T 1036⊙
- Barrikade Greyerz Ost T 1036.01 ⊙
- Barrikade Brücke T 1036.02 ⊙
- GPH Greyerz Nord T 1037 ⊙
- GPH und Barrikade Greyerz West T 1038/39 ⊙
- GPH Greyerz West T 1040 ⊙
- GPH Greyerz Südwest T 1041 ⊙
- GPH Greyerz Süd T 1042 ⊙

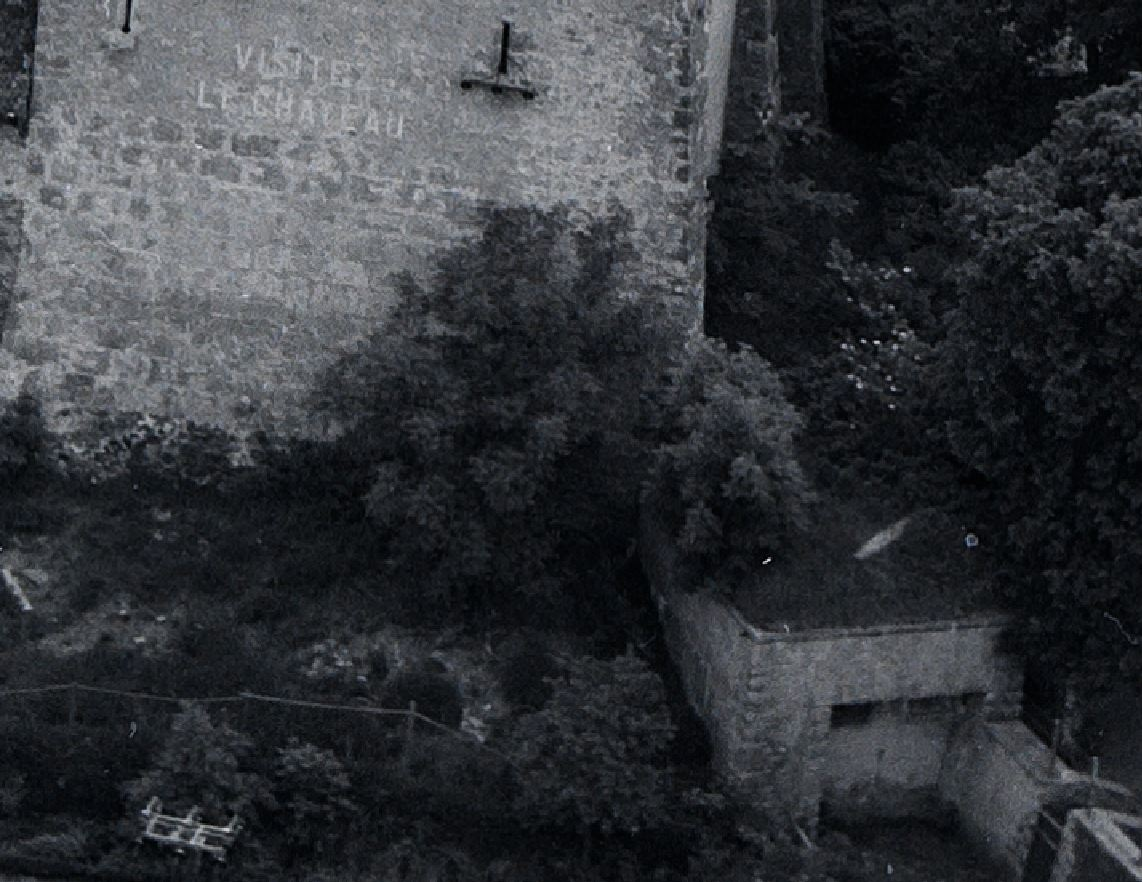
Infanteriebunker Gruyère «Henri 2» A 1764
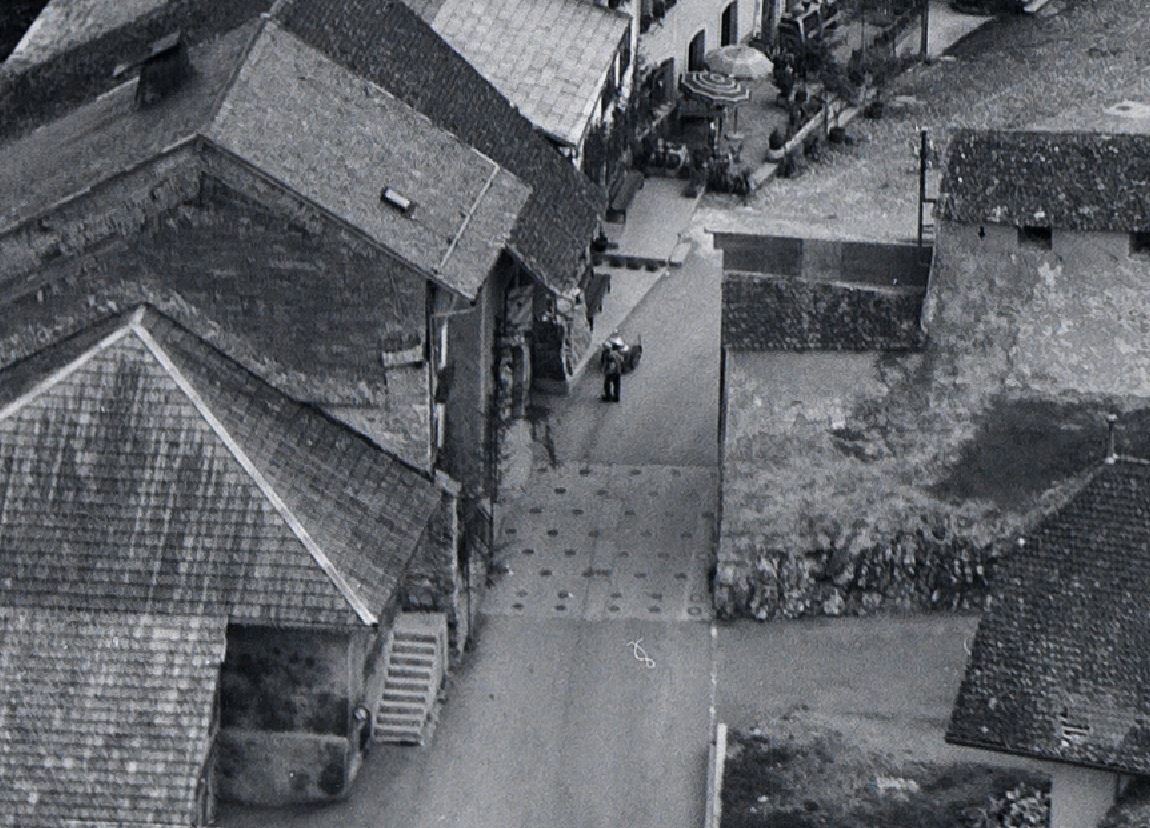
Barrikade Greyerz West T 1039
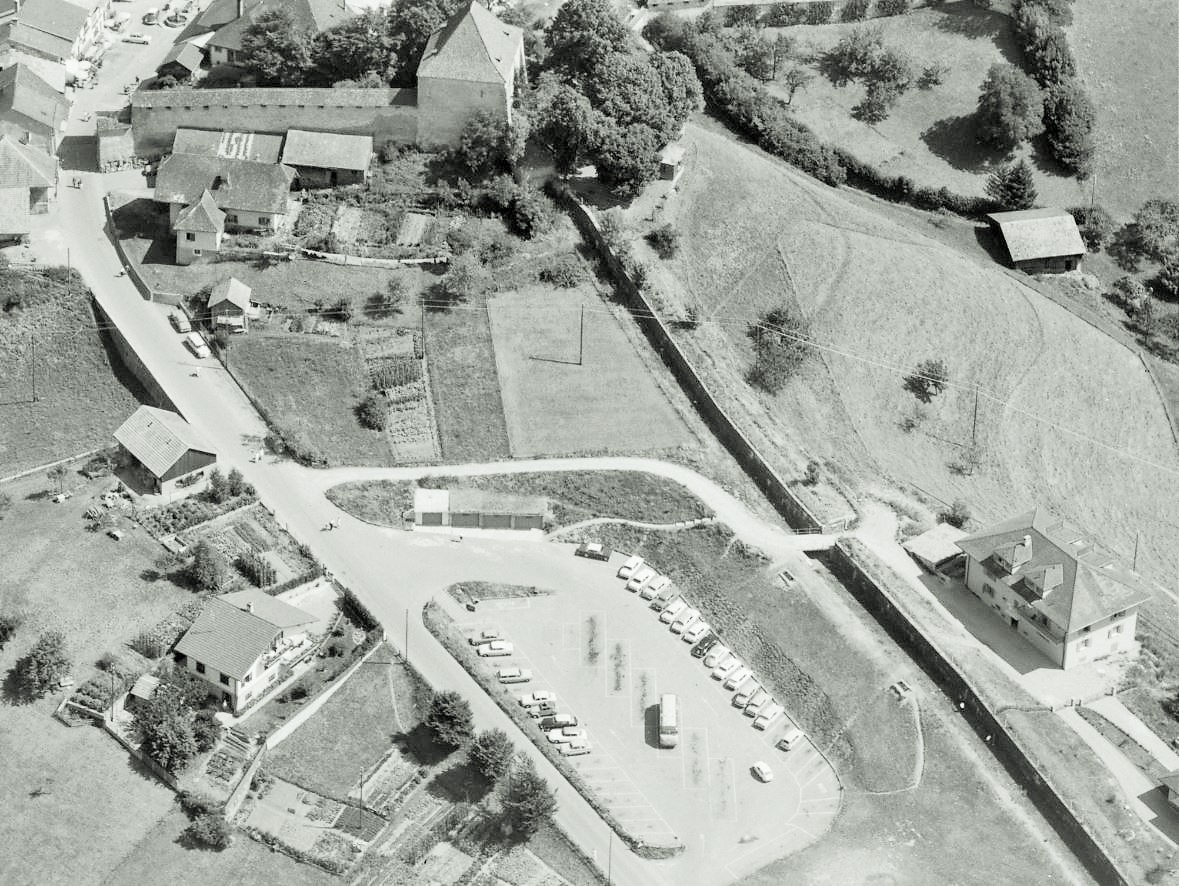
Tankmauer Greyerz West T 1040

## Sperrstelle Gorge de L'Evy
Die Sperrstelle in der Schlucht bei Albeuve hatte mit den zwei Werken beiseids des Flusses Marive den Zugang zur Region Moléson zu sperren. Das Hauptwerk verfügte über zwei Maschinengewehre, einer 24-mm-Tankbüchse und vier Beobachterscharten mit Leichten Maschinengewehren Lmg. Das Gegenwerk hatte ebenfalls vier Beobachterscharten mit Lmg. Die Strasse war mit einem Sprengobjekt gesichert.
- Infanteriewerk L’Evy Süd A 1674 Hauptwerk		⊙
- Infanteriewerk L’Evy Nord A 1675 ⊙

## Sperrstelle Le Hongrin
Die Werke beidseits des Flusses Hongrin und unterhalb der Staumauer des Lac de l’Hongrin hatten eine Umgehung der Hauptrouten Richtung Alpen zu verhindern. Auf der Strasse 600 Meter vor den Werken wurde ein Sprengobjekt eingerichtet. Das Hauptwerk war mit einer 4,7-cm-Infanteriekanone und vier Beobachterscharten mit Lmg ausgerüstet. Das Gegenwerk mit einem Lmg.
- Infanteriewerk L’Hongrin «cèdre Rive droite» A 1650 Hauptwerk	⊙
- Infanteriewerk L’Hongrin «cèdre Rive gauche» A 1650	⊙